# Santiago Alfonso López Navia
Santiago A. López Navia (Madrid, 1961) es un poeta, profesor y cervantista español.

## Biografía
Es licenciado y doctor en Filología por la Universidad Complutense de Madrid y en Ciencias de la Educación por la UNED, catedrático en la Universidad Internacional de La Rioja, titular de la Cátedra de Estudios Humanísticos Felipe Segovia Martínez de la Universidad SEK (Santiago de Chile), doctor honoris causa por la misma universidad, asesor del Consejo de Dirección de Trinity College Group, miembro de la Cofradía Internacional de Investigadores y bachiller de honor de la Argamasilla (2015). Sus principales líneas de investigación son el cervantismo y la retórica, a las que ha dedicado numerosas publicaciones académicas, y compagina la docencia y la investigación con la creación literaria y su tarea de editor como miembro del comité editorial de La Discreta. Desde 2023 es miembro del Capítulo del Reino de España de la Academia Norteamericana de Literatura Moderna Internacional.
López Navia es autor de varios libros de poesía y uno de relatos. Su obra, de raíz existencialista y cristiana, tiende al clasicismo y se manifiesta a través de heterónimos como Tediato, Jacobo Sadness, Antero Freire, James Wolfson o Sir Yago de la Eterna Encrucijada. Algunos de los temas principales de su poesía son el desarraigo existencial, la nostalgia de la infancia, el viaje espiritual, la reflexión moral y el amor, expresado habitualmente a través del tópico del silentium amoris. Pertenece al grupo Paréntesis desde su fundación y ha ofrecido recitales poéticos en numerosos países. Su obra ha sido difundida en revistas y publicaciones colectivas, recreada por cantautores y grupos musicales y premiada en numerosos certámenes nacionales e internacionales, como el Pedro Alonso Morgado de Huelva (2002), el Juan Bernier de Córdoba (2008), el Premio Nacional Acordes de Espiel (Córdoba, 2021) y el premio de Poesía Emilio Alarcos (Oviedo, 2021), habiendo quedado finalista en otros como el Esquío de Ferrol (1986) o el Leonor de Soria (2009). Sus poemas han sido traducidos al hebreo, al francés, al búlgaro, al árabe y al italiano.

## Obra

### Estudios académicos (selección)
- O repertorio galego dos refranes o proverbios en romance do comendador Hernán Núñez (1555), Santiago de Compostela: Consello da Cultura Galega, 1992.
- El tratamiento de las ideas y la organización del discurso, Madrid: Universidad Europea de Madrid, 1995.
- La ficción autorial en el Quijote y en sus continuaciones e imitaciones, prólogo de Alberto Sánchez, Madrid: Universidad Europea de Madrid, 1996.[11][12][13]
- El arte de hablar bien y convencer: Platón, Aristóteles, Cicerón y Quintiliano. Manual del orador, Madrid: Temas de Hoy, 1997.[14][15]
- Inspiración y pretexto. Estudios sobre las recreaciones del Quijote, prólogo de Ignacio Arellano Ayuso, Madrid y Frankfurt: Iberoamericana Vervuert, 2005.
- Cervantes y las religiones. Actas del Coloquio Internacional de la Asociación de Cervantistas (Universidad Hebrea de Jerusalén, Israel, 19-21 de diciembre de 2005, edición de Ruth Fine y Santiago López Navia, Madrid y Frankfurt: Iberoamericana Vervuert, 2008.
- Música y alteración y otros textos sobre la música y su relación con la literatura, Alpedrete: La Discreta, 2019.[16]
- Inspiración y pretexto II. Nuevos estudios sobre Cervantes, su obra y su recepción, prólogo de Carlos Mata, Madrid y Frankfurt: Iberoamericana Vervuert, 2021.

### Libros de poesía
- Tremendo arcángel, prólogo de José Ramón Fernández de Cano y Martín, Alpedrete (Madrid): Ediciones de la Discreta, 2003.[17]
- Sombras de la huella, prólogo de Miquel-Lluís Muntané, Barcelona: Abadía Editors, 2006.[18]
- El cielo de Delhi, Granada: Ayuntamiento de Loja, 2007; segunda edición en beneficio de UNICEF, prólogo de Fernando Álvarez de Miranda y Torres, Madrid: Doveliar, 2009.
- Canción de ausencia rota de mi señor Silente, prólogo de Juan Varela-Portas de Orduña, Alpedrete: La Discreta, 2008.
- Ética y retórica a Jacobo Sadness, Córdoba: Ateneo de Córdoba, 2009.[19][20]
- Ensueño y mediodía, prólogo de José Luis Carreras Torres, Madrid: Devenir, 2011.
- Canciones de Navidad del País de Nunca Jamás, prólogo de Apuleyo Soto, Alpedrete (Madrid): La Discreta, 2011.
- Nueva carta de derrota del grumete James Wolfson, prólogo del conde de Abascal, Madrid: Casa Editorial Sadness y Freire, 2012.
- Arte nuevo (entre tantas asperezas), prólogo de Luis Antonio González Pérez, Madrid: Vitruvio, 2013.[21][22]
- Impresiones de paso, prólogos de José Miguel Junco y Santiago Gil, Alpedrete (Madrid): La Discreta, 2015.
- Tregua, prólogo de Juan Luis Calbarro, Madrid: Los Papeles de Brighton, 2020.[23][24]
- Hespérides. Peregrinaciones, duelos y silencios de Jacobo Sadness, Espiel: Ayuntamiento de Espiel, 2022.[25]
- 25-33, Madrid: Visor, 2022.[26][27][28][29][30][31][32][33]
- Pasmos de Tediato (y otros poemas leves que pueden ser graves), prólogo de Ramón Irigoyen, Alpedrete (Madrid): La Discreta, 2024.[34][35]
- Deslindes, Madrid: Huerga & Fierro, 2025.[36][37]

Una selección de los diez primeros fue recogida en 2017 en la siguiente antología:
- Vivir es llegar tarde a todas partes (antología 1986-2017), prólogo de Pura Salceda, Madrid: Sial Pigmalión, 2017.

### Antologías poéticas y misceláneas en las que aparece
- Campus de poesía, edición de Apuleyo Soto, Segovia: Universidad SEK, 2007.'
- Palabras para Ashraf, edición de Juan Luis Calbarro, Palma de Mallorca: Los Papeles de Brighton, 2016.
- Poemas para combatir el coronavirus, edición de Juan Luis Calbarro y Miriam Maeso, Alcobendas: IES Ágora y Los Papeles de Brighton, 2021.
- Dieciséis de Brighton. Antología poética, edición de Eduardo Moga, Madrid: Los Papeles de Brighton, 2023.
- Mago Moga. Una forma de querer, edición de Moisés Galindo, Christian T. Arjona y Juan Luis Calbarro, Barcelona: Libros de Aldarán y Los Papeles de Brighton, 2024.

### Libros de relatos
- Cuentos de barrio y estío, 2015.